# 心跳回忆系列
心跳回忆系列是日本科樂美（Konami，2006年3月31日以後移交科樂美數位娛樂）出品的戀愛遊戲系列，是全球第一個全年齡取向（也就是不設定玩家的年齡限制）的戀愛育成遊戲系列；在這一系列的戀愛遊戲中，完全沒有十八禁的場景。玩家在遊戲中扮演一位高中生，在毕业前与诸位同学之一交往。在日本也曾被改編拍攝成同名電影。2017年推出手機遊戲《心跳偶像》。

## 本篇（男性向）
本篇共有四個世代。除了一代的PC Engine版、《純愛手札Online》與《純愛手札 Only Love》以外，各世代共用同一個商標。《電擊G's magazine》2007年8月号舉辦的日本前五十名最佳美少女遊戲排名的票選活動，一代在入圍的249款遊戲中獲得21票而成為第13名。

### 故事大綱
在主角的學校裡有一個傳說：倘若有女生在畢業的時候在特定場所（一代是學校後院的大樹下，二代是學校鐘樓下，三代是學校坡道上）向男生表白、並成為情侶的話，將會擁有永遠的幸福。
雖然四代的學校跟一代是同一間，但由於設定上過了15年（與現實上psp四代跟pce一代的發售時間差相同），多數女角所知道的傳說與一代有點不同。（但是有知道正確傳說的角色）

### 玩法
假日與女角（在Girl's Side中則為男角，下略）约會增加好感度（由最差、普通至心跳）；平日進行各種指令（讀書/運動/流行雜誌/打扮/睡覺/與朋友玩……），可提高不同方面數值，不同的女角對數值的要求也有所不同。遊戲的最終目的是要令心儀的女角在畢業當天向主角告白。
除了劇情和人設吸引，本作令玩家完完全全地體驗日本的高校生活和文化：例如夏天與心儀女角穿着浴衣去廟會看煙火、新年穿和服到神社參拜、在日本街頭購物、到速食店吃漢堡，還有學校的文化祭、暑假合宿及畢業旅行等。
玩者只要分配「空餘時間要做什麼」以及「假日邀約哪個女孩子」就可以。除了可以和十三位女孩子相處之外，也可以加入社團。遊戲最後會出現一位女角向你表白的情節。也有可能出現「向你表白的，並不是你心儀的那個女孩」的情況，這是本遊戲有趣的地方；最糟的結局是，沒有一位女孩向你表白。

### 人物介紹

#### 一代
藤崎詩織（日語配音：金月真美；韓語配音：Rhee Hyeon Jin；電影版演員：吹石一惠）
身高158公分。是學校中偶像一般的存在。成績優秀･運動萬能･容姿端麗･品行方正且對誰都很溫柔，簡直就像是沒有缺點，完美的女孩子。總是帶著髮箍，睡覺的時候有數羊的習慣（於PS・SS版本中若是點擊住在主角家對面的詩織的房間的話，就能聽到詩織數羊的聲音）。
- 與主角的關係

與主角是從小學就認識的青梅竹馬，小學時代兩人常常玩在一起。但是，進入青春期意識到主角的異性身分之後，就稍微保持著若干的距離。之後、在進入同一間高中就讀時，就只是普通的青梅竹馬，並不瞭解詩織對主角是抱持著甚麼樣的想法。另外，要是約會的場所決定為中央公園時，詩織會坐在草皮上並回想小時候瞞著父母親兩個人偷偷跑到公園遊玩，與主角在池子裡面溺水的事情（有關此事在『旅立ちの詩』的回想畫面中，有詳細的描述）。電影版與電玩版的設定不同，詩織被設定為小主角兩歲的青梅竹馬。
- 誕生日・血液型・社團
- 生日與血型由玩家決定（若是不設定的話則是以亂數決定）。社團以及與主角關係會依據該設定而有所變化（『POCKET』版的社團是亂數決定的）。另外只有在『純愛手札 〜forever with you〜』，以特定日期來決定生日的話則會有事件的發生。又，『forever with you』的生日設定是從1979年度（1979年4月2日到1980年4月1日）；本來應該包含在內的1980年2月29日，因為1980年是閏年，無法被設定為生日。

在『純愛手札 Private Collection』中，生日被設定為5月27日（PC Engine版的發售日），血型則被設定為A型。
- 興趣

喜歡的食物是義大利麵之類的義大利料理，沒有特別討厭的食物。
興趣是音樂鑑賞，特別是古典樂。
也有著收集髮箍的興趣（於系列中，『旅立ちの詩』的回想畫面中可看到詩織從小學時代就帶著）。另外，設定於本作15年後的續編『純愛手札4』中，從詩織的親戚的皐月優那邊，可以聽到於2009年開始的『4』中1978年出生的詩織31歳以後也同樣喜歡髮箍，特別是黃色的髮箍的消息。
喜歡的約會場所則是附近的公園（從『Private Collection』的問題中可看出）。
- 畢業後

進學於一流大學。『對戰Puzzle方塊』的結局為在加拿大的滑雪場滑雪。
- 與皐月優的關係

設定於本作15年後的續編『純愛手札4』中登場的皐月優，被設定為詩織的親戚。詩織本人在作品中不會直接登場，而是只在運動會的記録保持人中出現名字，並且是皐月所憧憬的親戚。由皐月的口中說出畢業典禮當天日在傳說的樹下向『1』的主角告白，之後與他過著幸福的生活。
告訴幼年期的皐月傳說之樹的是詩織，而因為對傳說之樹抱持著憧憬皐月決定就讀輝煌高中。另外，受到詩織影響的皐月，興趣也跟詩織相同是收集髮箍以及音樂鑑賞。另外，皐月的三圍也跟高3年時的詩織相同。她的台詞與事件也與『1』的詩織類似點很多。有關這些部分，皐月的配音員滝田在『4』的廣播節目『與你的！純愛手札』第19回中，與來賓詩織的配音員金月的會談中提到「對詩織有讚辭的部分，雖然與皐月類似卻又不一樣，所以要表現出與詩織的不同有些難。
皐月本人說，對於詩織是望塵莫及。因此，詩織的存在在某方面大大的影響著皐月。從皐月的話語中，好像與詩織還有交流。
如月未緒（日語配音：關根明子；韓語配音：김나연）
- 生日：2月3日；星座：水瓶座；血型：A型；身高：156cm；所属社團：文藝部/演劇部；興趣：讀書

- 喜歡的場所：中央公園、圖書館、映画館、神社（緣日）；討厭的場所：遊藝場、滑雪場；登場條件：文系55(75)以上在平日用文系學習

- 三圍：B80 W59 H82cm（１年）；B80 W59 H83cm（２年）；B81 W60 H83cm（３年）；畢業出路：一流大學。『對戰Puzzle方塊』的結局中，為了探求歌德的根源而到德國去遊覽。

- 個人簡介：

一位戴著眼鏡的老實少女，在遊戲中所屬社團為文藝部或演劇部，身體相當的虛弱，有時在演劇的練習中會昏倒。興趣是讀書，尤其喜歡讀詩集。她與十八禁遊戲《同級生2》的水野友美並列為眼鏡娘的代表人物。在社團中有時也會穿著運動服。
- 喜歡的東西

因為喜歡讀書所以喜歡歌德的書。愛吃的東西是蛋的料理。
- 討厭的東西

不喜歡的食物是所有肉類。對於雲霄飛車與鬼屋特別的不擅長，但在系列作『虹色の青春』中，在遊園地進行雙約會的時候會因為周圍的意見而參與。
- 其他

在『2 Substories 〜Memories Ringing On〜』中，要是攻略白雪美帆的話，會以美帆所屬劇團的女演員身分登場（只有名字）。
根據在遊戲之中的選項不同，在告白時會以取下眼鏡的素顏登場。在《OVA純愛手札》中，她參加畢業典禮時也是取下眼鏡。
紐緒結奈（日語配音：中友子；韓語配音：김나연）
- 生日：7月7日；星座：巨蟹座；血型：A型；身高：161cm；所属社團：科学部或電腦部；興趣：實験和研究

- 喜歡的場所：無；討厭的場所：運動場、滑雪場；登場條件：理系65（85）以上在平日用理系學習

- 三圍：B84 W58 H84cm（１年）；B84 W59 H84cm（２年）；B85 W59 H86cm（３年）；畢業出路：一流企業。『對戰Puzzle方塊』的結局中，在一流企業的工業實驗場做為生產研發人員。

- 個人簡介：

紐緒結奈通稱「閣下」，科學部或電腦部所屬(在SFC版只有在科學部登場，如果詩織是科學部的話就不登場)。
是一位奉行「科學至上」的女孩（但會在戰鬥時用魔法陣攻擊對手），擅長理科學習和熱衷於實驗研究，目標是用自己製作的機器人征服世界。
- 喜歡的東西

喜歡的食物是自己所調合的營養補助食品。雖然沒有所謂興趣味的東西，但是為了頭腦的活性化會聽古典樂。
與電腦有關係東西也會自己調整並改造。因此，喜歡逛二手零件屋，要是二手零件有打折的話由眼睛畫冒出火來，會通通買下並不讓別人買。
- 討厭的東西

對她來說雲霄飛車只不過是無聊的乘坐物。但是也有著對於無尾熊很不拿手，令人意外的一面。雖然會說期末考試是「無聊的測驗」，但是她的成績比詩織・如月還不好（有時候也會輸給館林）。因為夢想是世界征服，所以敵視所謂的正義英雄。
- 其他

於『4』中，除了可以從艾莉莎・D・鳴瀬口中聽到文化祭中被認為是她的人物讓機器人大鬧以外，某足某個條件的話也可以獲得她所畫的「世界征服機器人設計圖」。
初期開發設定時，前髪較短。
與在『2』登場的伊集院Mei是師父與徒弟的關係。另外在『2 Substories 〜Dancing Summer Vacation〜』以特別來賓身分，在DDR全國大賽途中和伊集院Mei一起乘坐「真・世界征服機器人」登場。
『Girl's side』的話則是電腦部的大學姊，在蒼樹千晴的關聯書籍中有稍微提到她的存在。
片桐彩子（日語配音：川口雅代；韓語配音：김효선）
- 生日：9月30日；星座：天秤座；血型：B型；身高：159cm  所属社團：美術部或吹奏樂部(在SFC版是輕音樂部)；興趣：畫畫，卡拉OK；

畢業出路：為了學習繪畫，到巴黎去留學。『對戰Puzzle方塊』的結局中，從巴黎寄信給主角。
- 個人簡介：

藝術家少女。特徵為獨特的髪型（髮髻）。會說英語，性格較開放。有著先說英語，再用日語解釋其意思的獨特說話方式。
- 喜歡的東西

很喜歡去參觀於美術館舉辦的爾格吉（以H·R·吉格爾為範本）作品展。順帶一提，爾格吉的作品中因為較異樣的關係所以並不是一般女孩子喜歡的類型，所以盡量不要約其他女孩子去參觀較好。
另外非常喜歡卡拉OK，要是去唱歌的話有時也會秀出自豪的歌喉。對音樂的志向很廣，流行樂，男性偶像，西洋音樂等都喜歡聽。
- 喜歡的食物是漢堡等垃圾食物[7]。

- 討厭的東西

因為是所謂的旱鴨子，所以非常討厭水。有時會被主角看到從游泳課溜出來。
討厭的食物是納豆。
- 其他

時常把頭髪綁起來，要是放下來的話頭髪的長度好像是到腰部的樣子（系列作『彩のラブソング』中本人所說）。
身材的豐滿度雖然只次於鏡魅羅，但是較性感的畫面幾乎沒有。但是，在主角參加美術部文化祭的第2年時會有裸體素描的事件，彩子會對於裸體的模特兒有興趣的主角說出「要是給我50000円的話要我裸體也可以唷」（但是是真心的還是開玩笑則不清楚）。另外，主角要是回答「我也去當裸體模特兒好了」的話彩子會回答「這樣的話10円我也不打算出」。
在約會地點的戰鬥中因為會胡亂地不分敵我攻擊（本人應該是太害怕了所以閉著眼睛亂打），所以不只不良，連主角都會攻撃。因此，在主角HP極少並還沒學到任何奧義的時候要是遇到不良時，要有會因為不良與『她的攻撃』而導致HP變成0而輸掉的覺悟。
在玩家之間的人氣僅次於詩織・沙希，所以被拔擢為系列作第2彈『彩のラブソング』的女主角（由當時在『法米通』的開發者訪談中有明言提到）。
虹野沙希（日語配音：菅原祥子；韓語配音：이자명）
- 生日：1月13日；星座：魔羯座；血型：A型；身高：156cm  所属社團：足球部或野球部；興趣：親手做料理

畢業出路：就學於專門料理學校。『對戰Puzzle方塊』的結局中，為了自己就讀的料理學校研修而到了中國去。
- 個人簡介：

身為野球部或是足球部經理，興趣是幫人加油打氣的少女。根據本人說法，「比起做運動，看比較有趣」。是很有毅力的努力家。性格上雖然比較低調，但是對於約會地點與生日禮物的好惡非常激烈，特別是如果在生日當天送她自己的1/8玩偶（SFC版則是埴輪）的話，會提高傷心度。常常穿著黄色的服裝，在『法米通』的女主角特輯中，寫著穿著黄色衣服的理由是「受到24小時電視的影響」。
- 喜歡的東西

對料理非常拿手，感請好的時候在學校裡的午餐時間或是約會時（『虹色の青春』中則是在神社夜間練習的時候）會為主角做便當。不過本身對自己只有會做料理這個優點感到很在意。
- 喜歡的東西是散壽司，沒有特別討厭的食物[7]。
- 討厭的東西

對於讀書或運動都不是特別在行（特別是讀書的成績在中下之間，有時候也會比好雄還差），是音痴，本人也對這點很在意。
交友關係等
在系列作中與如月未緒的感情良好，而在『旅立ちの詩』中與興趣都是有關家庭的古式由加利變成了朋友。另外，在『2』登場的佐倉楓子也是因為社團活動而認識的人。在『2 Substories 〜Leaping School Festival〜』，以輝煌高中野球部的經理作為特別來賓登場。在同作品中，也追加了於『2』登場的佐倉楓子的朋友關係。
古式由加利（古式ゆかり；日語配音：黑崎彩子；韓語配音：김선희）
- 生日：6月13日；星座：雙子座；血型：B型；身高：157cm  所属社團：網球部(如果詩織是網球部的話就不登場)；興趣：打毛線

畢業出路：就學於父親推薦的二流大學。『對戰Puzzle方塊』，會在植物園登場。
- 個人簡介：

因為是接受大小姐教育（有關家業請參照「私生活」一項）所以會以超級慢的節奏來講話（沒有聲音的SFC版則是台詞的文字緩慢表示），加上喜歡埴輪等等，特徵上與一般世間常識的言行舉止有些距離。看似天真無邪的外表，其實是有些成熟而散漫的性格。另外，也有著天然呆的一面（請參照後述「天然呆」）。
- 喜歡的東西

喜歡的運動是網球。喜歡的食物是醃漬品（特別是一種叫做千枚漬的食品，起源於京都）。喜歡的類型是能夠各式各樣運動的人。
興趣是打毛線，根據場合也可以收到她親手打的毛衣。喜歡埴輪。理由是家業的看板上有埴輪（遊戲中的情報誌「きらめきスポット」上有廣告）。順帶一提，她的人偶中有很多都把右手藏在腰後，其實是右手握著埴輪。令人意外的喜歡恐怖片以及爾格吉的畫。其他喜歡的東西有音樂盒，觀葉植物，SFC版是熱帶魚等。
特技是百人一首。在『ときめきの放課後』的文化祭中的百人一首迷你遊戲裡，發揮了從遲鈍的行為中想像不到的快速反射神經。因為喜歡帽子，所以常常帶著帽子。喜歡的流行打扮基本上是迷你裙以及膝上襪。從科樂美所發表的圖畫中，可常常看到類似的打扮。另外除了鏡魅羅，她也是唯一戴耳環的人。（在伊集院家的聖誕派對或是生日派對上，都可以看到她帶著耳環）。
- 討厭的東西

對於網球以外的運動很不拿手。另外，也不喜歡吵雜的地方（特別是電玩遊戲店）。除此以外不管要去哪裡都很好約，但是好感度以及友好度的上昇是最慢的。
討厭的食物是螃蟹（好像是因為「要吃很麻煩」的理由）。
- 私生活

為系列作中唯一知道家族構成與家業的角色，家中是經營被稱為「古式不動産」的大規模不動產公司。順帶一提，在附近的公園約會中得知她是有錢人家的千金以後，在第一次滑雪場的約會是主角的心情會改變。家裡是日本式豪宅，飼養著杜賓犬一事也可以從廣播連續劇或者是她的音樂CD中來得知。另外，藤崎詩織的公式粉絲俱樂部「Shiori Mate」小冊子中的最終本裡，也可以得知她有養臘腸犬作為寵物。在本編出現約會地方的戰鬥中，會喊著「父親大人——！」來代替自己攻擊，而她的父親是穿著和服並拿著短刀，給人有極道的聯想。此外，她的雙親也是輝煌高中的畢業生，同時也是在「傳說的樹」下結為連理的一對（在「おしゃべりピアス」中有提到）。
天然呆
在『對戰Puzzle方塊』中，古式要是輸了的話會傾著頭，並在頭上有?的標誌，贏了的話也會對對手講出「這是怎麼樣了嗎?」等，有著自己並不知道到底是贏了還是輸了的反應。同樣在『對戰Puzzle方塊』中與優美對戰時，好像完全不知道職業摔角這個字的意思。約會時要是講出太細微的話題時她會完全不能理解，也無法帶給她好印象。
雖然是天然呆，但是高中的成績還不錯（在中上程度）。
- 性感畫面

在水族館約會時有如此的畫面（PC Engine・PS・SS・SFC4種類的繪畫都不同）。『對戰Puzzle方塊』的結局中，會跟父親一起去温泉旅行。此時的髮型為馬尾，並在浴巾的上面可以看到脖子。順帶一提，開發當初的性感畫面本來是在紐緒・鏡・朝日奈・優美身上，後來全部都放到由加利身上了。
- 交友關係等

與朝日奈夕子是好朋友（也曾在系列作中與夕子表演雙口相聲）。
與一樣是有錢人的伊集院麗是從小就認識的。另外她也是全校唯一知道麗的秘密的人（詳細請參照「伊集院麗」），因此在廣播劇中被麗視為天敵。在廣播劇中發生被誤認成麗而被綁架的事情。
清川望（日語配音：笹木綾子；韓語配音：이현주）
- 生日：12月3日；星座：射手座；血型：A型；身高：163cm所属社團：游泳部；興趣：慢跑，種花；

- 喜歡的場所：游泳池，滑雪，滑冰，海；討厭的場所：附近的公園，圖書館，體育場；登場條件：運動和根性31（71）在平日用運動指令或同社團實行社團活動5次
- 三圍：B82-W58-H83cm（１年）B83-W58-H83cm（２年）B83-W59-H84cm（３年）

清川望是一位每天早晨長跑50km的超高中級游泳少女，遊戲中是水泳部所屬的自由式選手，在學校時只要有空閒的時間（自習課等）就會將制服換上燈籠褲，或者是進行慢跑等，是個無法靜下來的女孩。在美術館約會時不小心將彫像弄壞，或是將保齡球丟到主角臉上等，都表現出了她的強壯。講話的語氣也比較偏向男孩子。
但是，因為本來性格就像是女孩子一樣溫柔，特別是在意識到主角後開始用女性用語講話等等，漸漸地變得有女人味。另外，回家約主角時，說了「一起回去吧」之後，就臉紅地自言自語「不，還是算了」並且就單獨回家（無法選擇是否要一起回家，因此會強制增加其他女性角色的傷心度，且因登場頻率也高，在攻略其他女性角色時是相當的障害）。不過，儘管想讓自己變得更有女人味而努力，本人好像也無法接受，告白時會說出「你一定不可能喜歡這麼男孩子氣的我」，也具有像這樣鑽牛角尖的膽怯的一面。
- 喜歡・擅長

喜歡的東西是巧克力，而因為健康管理的緣故，並沒有特別討厭的食物。
因喜歡花而了解花語，在校舍中的花圃也會播種並種植。在運動會的途中有穿著燈籠褲凝視著花朵的事件。
- 討厭・不擅長

因為很害怕打雷，所以一起去海邊的時候也會發生害怕打雷的事件，這是因為「望是水屬性所以對打雷很弱」的理由而作出的事件。雖然成績不怎麼好，但那是因為要練習游泳而導致念書的時間不夠的原因。料理的手腕就算是說客套話，也無法說是厲害。
- 畢業後

成為企業的遊泳選手。『對戰Puzzle方塊』的結局為，在世界性的游泳比賽前訴說自己的心境。
- 其他

在廣播連續劇系列中跟彩子感情很好。
為她取名字的是角色設計者小倉雅史。
要是滿足某個條件的話，在告白時髪型會變化。
在設定為15年後的續編『4』中，會在運動會的時候以100m跑步與二人三脚的紀錄保持人出現（只有名字）。另外，雖然沒有出現名字，但是在海邊與龍光寺凱進行雙約會的時候（與皐月優），要是龍光寺的好感度夠高的話會在會話事件中發生，從龍光寺的話中可以聽到「以前有一個輝煌高中的學姊是超級泳將」。
鏡魅羅（日語配音：五十嵐麗；韓語配音：김필진）
- 生日：11月15日；星座：天蠍座；血型：O型；身高：167cm；所属社團：無；興趣：逛街；
- 喜歡的場所：滑雪場、海邊；討厭的場所：附近的公園；登場條件：容姿101（126）以上，在平日用裝扮指令
- 三圍：B90 W60 H88cm（１年）B92 W61 H89cm（２年）B93 W61 H89cm（３年）；畢業出路：模特兒

鏡的外貌既性感又成熟，她對自己的外貌有絕對的自信。鏡在學校擁有自己的親衛隊，是一位校園女王。
但鏡其實並非從以前就這樣，是因為在初中時代有過一次失戀經驗，而開始追求自身的美貌。
另外，其實鏡的家庭並不富裕，鏡放學之後回家還有六個弟弟們要照顧。（其弟弟的名子分別為：「割」「明」「光」「映」「輝」「鏡」）
- 喜歡・擅長

喜歡吃的食物是哈密瓜。令人意外的喜歡電玩遊戲店，但是與主角的對話中可以知道比起電子遊戲本身，更喜歡獎品機可以得到物品的遊戲（原因是可以送給弟弟們）。
- 討厭・不擅長

討厭的食物是梅干，尤其害怕妖怪。
- 畢業後

成為模特兒。在『對戰Puzzle方塊』的結局中，因為模特而的工作而造訪好萊塢。
要是滿足某個條件，在與她成為男女朋友後主角的進路是演藝人員的話，此時的尾聲是「擔心彼此的八卦新聞」。另外，主角的進路若是媒體關係者的話，就會成為她專屬的經紀人。
私生活
事實上是單親家庭，並不富裕，也要代替母親照顧六個弟弟，有時也會因為弟弟發燒而取消約會（在以鏡為主角的CD 「談話耳環」中，得知父親已經亡故）。
在一般的學校生活中，對主角雖然常常是高姿態，但在聖誕派對借給她的大衣也會在鬆了的地方縫補好以後再歸還，私底下是非常家居的性格（在藤崎詩織的公式Fan Club『Shiori Mate』的會報中，有一張描繪著鏡與虹野沙希一起在廚房作料理的畫）。
- 其他

初期設定中本來要設定為「要是播打約會電話的話可以看到對方表情，但是她家的電話是撥號式電話」的系統，但是因為容量的關係而作罷。
在『2 Substories 〜Memories Ringing On〜』，要是攻略白雪真帆的路線的話，會以和真帆一起工作的模特兒登場〈只有名字〉。
朝日奈夕子（日語配音：鐵炮塚葉子；韓語配音：Yang Jeong Hwa）
- 生日：10月17日；星座：天秤座；血型：B型；身高：159cm；所属社團：無所屬；興趣：去流行的地方的事
- 三圍：B83 W59 H85cm（１年）；B83 W60 H86cm（２年）；B85 W60 H86cm（３年）；畢業出路：自由業
- 喜歡的場所：卡拉ＯＫ、演唱會、海邊、緣日；討厭的場所：附近的公園；登場條件：雜學９１以上在平日用遊玩

朝日奈夕子是一位非常喜歡流行事物的少女。喜歡自由奔放，功課並不好，上學經常遲到。
據朝日奈本人所說：由於從兒童時代開始父母就都在工作，不太管教她的結果所以開始慢慢的變成現在的這種性格。
交友關係等等
在廣播連續劇以及Drama Series中跟古式由加利的感情很好。另外，與在『2』登場的白雪真帆也是朋友，真帆會用「日奈」來稱呼她。跟好雄從國中就認識，是一對歡喜冤家，經由好雄介紹給主角認識。
- 畢業後

成為飛特族。在『對戰Puzzle方塊』的結局是，到夏威夷去遊玩。
要是滿足某個條件的話，、在與她成為男女朋友後主角的進路是演藝人員的話，此時她就會開始經營主角的粉絲俱樂部（根據遊戲結果也可能變成追星族）。另外要是主角的進路也是飛特族的話，也可以看到她每天一邊遊玩但認真地考慮著將來的一面。
- 其他

想出她的名字的是小倉雅史。因為「朝日奈」是小倉小學時代的同班同學的姓。
提高雜學的數值的話，就會在好雄介紹後開始認志，在那之前會有幾次因為來不及看電影或約會而在走廊上奔跑並撞到主角，此時的台詞上記述為「女學生」。
本作的攻略對象中唯一，每年更換泳裝的角色。要是只有普通的讚美的話，好感度不太會提昇。
在『2 Substories 〜Dancing Summer Vacation〜』中，作為DDR全國大賽參加者，以特別來賓的身分登場。在作品中對於初次見面的『2』的主角也很有禮貌的教導，描寫出照顧別人，溫柔的一面。在Drama Series續篇的第2作『Leaping School Festival』中只有身影登場。
美樹原愛（日語配音：栗原美紀子；韓語配音：류점희）
- 生日：9月5日；星座：處女座；血型：A型；身高：150cm；所属社團：無所屬；興趣：收集動物類型的布娃娃
- 三圍：B78 W57 H79cm（１年）；B78 W58 H79cm（２年）；B79 W58 H80cm（３年）；畢業出路：二流企業
- 喜歡的場所：商店街、動物園、天文館 ；討厭的場所：滑雪；登場條件：主角在考試的成績或運動會上有好的表現，會在聖誕舞會或情人節當天經由詩織介紹登場。

美樹原愛，是一位會在制服的裙子裡穿燈籠褲，看見男性會臉紅，在眾人面前說話就會結巴的害羞性格的少女。但是另外卻有著喜歡看恐怖電影和逛鬼屋等等意外大膽的一面。
她的髮型以姬髮式為主體，紮一根辮子盤在腦後。在女性角色中身高是最矮的，連自己都對自己小孩般的容貌感到不安。
- 喜歡・擅長

非常喜歡動物，養了一隻叫作「姆庫」的約克夏（性別不明）。平時的姆庫，是被美數原所疼愛的小狗，但是從幼犬開始，就是她的貼身保鑣一般的存在。約會時會咬主角的手，在『對戰Puzzle方塊』中也會突然襲擊對戰對手，令人意外的具有凶暴的一面。
喜歡恐怖電影與鬼屋（但是並不喜歡H·R·吉格爾的繪畫）。
- 畢業後

就職於二流企業。在『對戰Puzzle方塊』的結局中，為了要與無尾熊碰面而前往澳大利亞。
- 其他

因為個子矮，她曾在遊樂場的英雄秀中被邪惡組織的戰闘員誤認成小孩子而被嘲笑。
她理想中的男孩子條件大概跟詩織一樣，全體能力都要很高，但在數值上並不像詩織那麼高（大概80 - 100前後）；要是完全心動的話，就算數值並不高，也有大幅妥協的一面。只是在回家時出現率較高，所以容易變成是在攻略其他角色時的「麻煩」，與詩織的理由不同，對她不喜歡的粉絲也不在少數。
小説版中，她只是經歷了一人失戀，其後成長為堅強的角色。
在『2 Substories 〜Memories Ringing On〜』中，要是攻略白雪真帆的路線的話，會以和真帆通電話的對象登場（只有名字）。
她是日本女性插畫家三毛央喜歡的角色。2005年2月，三毛央在《Megami MAGAZINE》的專訪中說自己喜歡戴眼鏡、個性忸怩的角色，但也很喜歡沒戴眼鏡的她，「生性害羞、很怕跟異性交談，從來不敢主動追求男生，就算彼此有交談、還是會覺得有點不好意思的害羞女孩，最吸引我。」
早乙女優美（日語配音：吉木久美子；韓語配音：이동은）
- 生日：5月16日；星座：金牛座；血型：O型；身高：155cm；所属社團　：籃球社；興趣：玩電動玩具
- 三圍：未登場（１年）；B78-W58-H79cm（２年）；B79-W58-H80cm（３年） 畢業出路：三年級生
- 喜歡的場所：遊樂場、遊園地、游泳池、緣日、海邊、滑雪場；討厭的場所：圖書館、美術館；登場條件：第二年時一定會登場

早乙女優美是比好雄小一歲的妹妹。是一位喜歡動畫、電玩遊戲跟職業摔角的小女孩，自己都用「優美」來稱呼自己。
比同年齡之中的孩子更加像小孩子的性格，不過她非常討厭別人像孩子一般地看待她。
- 喜歡・擅長

喜歡動畫，電玩遊戲，職業摔角，特別是有關職業摔角，會想出使用在哥哥好雄身上的新技巧等，意外的粗野。
運動神經非常好，去滑雪的時候也毫不費力的在上級者路線滑著。
- 討厭・不擅長

本人雖然沒有自覺，但是不擅長料理（會把鹽跟砂糖搞錯）。也有著因為料理的失敗，太過混亂揮舞著菜刀的一面。
不喜歡念書，要是試著約她去圖書館，幾乎都會拒絕。
- 主角高校畢業後與其後

身為小一年的學妹，她昇上了高中三年級。此時，她會因為主角的進路（就職或是昇學）而開始拚命念書。要是選擇特殊進路的話也是不改個性，決定到海外去時甚至會哭出來。
在『對戰Puzzle方塊』的結局中，為了要看美國職業摔角，造訪了麥迪遜廣場花園。
設定為15年後的續篇『4』中，作為二人三脚的紀錄保持者與哥哥好雄一起登場（只有名字）。
- 其他

主角在高中一年級的時候以「要問初登場的女生情報」等等理由打電話給好雄的話，當時是國中三年級的她會代替哥哥講話。要是初次引發這個事件的話，主角會稍微混亂的問「那到底是誰？」。
在SFC版中她的心動度夠高時，主角要是打電話給好雄而由她接起來時，會因為不是打給自己而不耐煩，並會不滿地說：「哥哥，有男人要找你！」
館林見晴（日語配音：菊池志穗；韓語配音：Chae Eui Jin）
- 生日是3月3日，血型是A型。身高153cm，社團因為在校慶中在文藝社登場，所以被認為是屬於文藝社。

在入學考試的時候對預到的主角一見鍾情的女孩子，意識著無尾熊而作為髮型（請參考以下「無尾熊」）。在本編中是隱藏角色，台詞上的表記是「謎之女」。有時會突然出現在主角面前，但幾乎都不發一語而離去。有關她的情報，除了「好像喜歡無尾熊」以外很少，是在角色群中謎點特別多的角色。只是，因為成績單上面也會記載名字，可以知道她的成績幾乎都在前面。
- 對於主角

在校内好幾次撞到主角，假裝認錯人而在主角和其他女性角色約會地點（春天以及夏天的海邊）出現等，偷偷的在遊園地的約會中看著，在伊集院家的聖誕派對不入場而等待著主角等等。另外，也會假裝打錯電話或是留下訊息等，類似跟蹤狂的行為。總而言之眼中只有主角一人。
主角知道她的名字，是被她告白的時候，並不知道她就是在學校故意撞主角的女孩子。但是，在她假裝打錯電話留下訊息的時候，會說出「喂，我是館林」而留下名字。
在PS版・SS版中被撞的次數是亂數決定的（有時也會有0次），但是，在SFC版一定是5次。
- 從主角這邊的行動

上述的「謎之女」神出鬼没，與其說是會話但只有單方面的說話，要不就是謎之行動。因此，在她離開以後主角一定會問「這樣說來，那個女孩子到底是誰？」或是「她是幹甚麼而來的？？？」等等。
因為連自我介紹都沒有，可稱作是會話的會話都沒有就離去，所以從主角這邊是沒辦法約她的（SS版雖然可以打電話給她，但是經常沒人接）。另外，在『forever with you』與『POCKET』等版本，也有如果發生了她就無法向主角告白的約會事件（不過，也有將她的心意確實傳達給主角的事件）。
因此在SFC版，要是將目標放在詩織，除了壓力以外數值全都在125以上（詩織攻略的基準値），詩織也在完全心動的狀態下，還是常常會是她來告白，在SFC版是相當麻煩的女性角色。
- 無尾熊

如同上面所說，從髪型來看會讓人覺得她是不是喜歡無尾熊。另外在『對戰Puzzle方塊』中使用詩織的時候，穿著無尾熊布偶裝的她會（要是輸給詩織的話才知道是誰）登場。為什麼要穿著這樣的無尾熊布偶裝也是不知道原因。
- 畢業後

基本上是與主角所選的進路一樣，主角要是有特殊的進路的話則會繼續升學於一流大學。
- 其他

根據工作人員說法，是誰的告白條件都沒有滿足時，設定為救濟用的女性角色。
雖然是隠藏角色，在玩家之間卻擁有超高人氣，是次於詩織與沙希的人氣角色。在Drama Series第3作『旅立ちの詩』中，與詩織一同成為女主角（本來是第2彈女主角的可能性也存在著。詳細請參照『純愛手札Drama Series』）。更在『2 Substories 〜Dancing Summer Vacation〜』背景中登場，系列作續編第3作『Memories Ringing On』中身為可攻略的隱藏角色的一人，與藤崎詩織一起作為特別來賓登場。
伊集院麗（ ；日語配音：津野田成美；韓語配音：Chae Eui Jin）
- 生日：8月23日；星座：處女座；血型：AB型；興趣：收集寶石；身高：172公分；所属社團：私設部；
- 畢業出路：為研究「帝王學」而去美國留學；登場條件：遊戲一開始

伊集院麗是光輝高校理事長的孫子（孫女），美麗的容姿相當受到女學生的歡迎，但其實是女孩子。根據伊集院家的規定，女孩子在外邊要扮成男性的姿態。伊集院麗是遊戲軟體角色中「男裝麗人」（女扮男裝）的典範。
早乙女好雄（日語配音：上田祐司；韓語配音：Kim Jang）
男配角、情報員、優美之兄
外井雪之丞（配音：上田祐司）
男配角、麗的隨從

#### 一代外傳
- 宗像尚美（配音：堀江由衣） - GB版「運動篇」原創角色
- Patricia McGrath（パトリシア・マクグラス；配音：倉田雅世） - GB版「運動篇」原創角色
- 和泉恭子（配音：中島沙樹） - GB版「文化篇」原創角色
- 秋穗實（秋穂みのり；配音：丹下櫻） - Drama Series vol.1 《虹色青春》原創角色
- 教練（；配音：小野坂昌也） - Drama Series vol.1 《虹色青春》原創角色
- 澤渡透（沢渡 透；配音：三木眞一郎） - Drama Series vol.1 《虹色青春》原創角色
- 社長（；配音：野島健兒） - Drama Series vol.1 《虹色青春》原創角色
- 美咲鈴音（配音：桑島法子） - Drama Series vol.2 《彩之戀曲》原創角色
- 田村康司（配音：堀川亮） - Drama Series vol.2 《彩之戀曲》原創角色
- 友美（；配音：柚木涼香） - Drama Series vol.3 《啟程之詩》原創角色
- 栗林三枝（栗林みえ；配音：栗林三枝） - Drama Series共通隱藏角色
- 芹澤勝馬（芹沢 勝馬；配音：菊池正美） - 廣播劇CD男主角
- 鞠川奈津江（配音：久川綾） - 廣播劇CD原創角色
- 十一夜惠（十一夜 恵；配音：國府田麻理子） - 廣播劇CD原創角色
- 戎谷淳（配音：緒方惠美） - 廣播劇CD原創角色
- 田中龍太（田中 竜太） - 廣播劇CD原創角色
- 高見公人（芹沢 勝馬；配音：小野坂昌也） - 廣播劇男主角
- 長澤由利香（長沢 ゆりか；配音：長澤由利香） - 廣播劇原創角色
- 古式由加利的母親（古式ゆかりの母；配音：五十嵐麗） - 廣播劇原創角色
- 菅原文太郎（配音：菅原正志） - 廣播劇原創角色
- 牧口美奈（配音：伊藤美紀） - 廣播劇原創角色
- 廣志（；配音：保志總一朗） - 廣播劇原創角色
- Noriko（ノリコ；配音：菊池志穗） - 廣播劇原創角色
- 木內茜（配音：嶋方淳子） - 廣播劇CD原創角色
- 西原步（西原あゆみ；配音：冰上恭子） - 廣播劇CD原創角色

#### 二代
- 陽之下光（陽ノ下 光；配音：野田順子）
- 水無月琴子（配音：小菅真美）
- 壽美幸（配音：高野直子）
- 一文字茜（配音：野村真弓）
- 白雪美帆
- （配音：熊井統子）
- 八重花櫻梨（配音：村井每早）
- 佐倉楓子（配音：前田千亞紀）
- （配音：田村由香里） - 一代女角的妹妹
- 麻生華澄（配音：鳥井美沙）
- 九段下舞佳（配音：山田美穗） - 隱藏角色
- 白雪真帆（配音：橘光） - 隱藏角色，美帆的孿生妹妹
- 野咲堇（野咲 すみれ；配音：本井英美） - 隱藏角色
- 坂城匠（配音：增田由紀）- 男配角、情報員、主角同班同學
- 穂刈純一郎（配音：野島健兒）- 男配角、主角同班同學
- 爆裂山和美（配音：納谷悟朗）- 男配角、校長
- 三原咲之進（配音：室園丈裕）- 男配角、的隨從
- 總番長（配音：若本規夫）
- 筋肉番長（配音：室園丈裕）
- 火玉番長（火の玉番長；配音：山田美穗）
- 枯木番長（木枯し番長；配音：室園丈裕）
- Byte番長（バイト番長；配音：山田美穗）
- 野咲Strelitzia（野咲 ストレリッチア；配音：野島昭生） - 野咲堇的父親
- 飯塚三流（配音：大倉正章）
- 美幸的母親
- 赤井燐吾（配音：北村弘一） - 的祖父
- 赤井瞳（赤井 ひとみ；配音：野島昭生） - 的祖母
- 茜的父親（配音：飯塚昭三）
- 大澤（配音：野島昭生）
- （配音：北濱晴子）
- 橘吹雪
- 藤澤夏海
- 加賀俊一（配音：中井和哉）
- 神戶留美（配音：高木禮子）
- 渡瀨公一（配音：神谷浩史） - 廣播劇CD男主角
- 山口巡査（配音：幸野善之） - 廣播劇CD男配角
- 池上敏夫（配音：神奈延年） - 廣播劇CD男配角
- 竹崎芳美（配音：井上美紀） - 廣播劇CD女配角
- 遠野木遙（配音：野中藍） - 廣播劇CD女配角

#### 三代
- 牧原優紀子（配音：神田朱未）
- 相澤千歲（配音：川口宰曜子）
- 河合理佳（配音：服部加奈子）
- 御田萬（橋本涼子）
- 橘惠美（配音：安田未央）
- 神條芹華（配音：皆川純子）
- 渡井霞（配音：町井美紀）
- 和泉穗多琉（配音：片岡千珠）
- 白鳥正輝（配音：今村卓博）
- 矢部卓男（配音：田中大文）

#### 四代
- 星川真希（配音：大龜明日香）
- 皋月優（配音：瀧田樹里）
- 語堂つぐみ（配音：矢作紗友里）
- 龍光寺カイ（配音：松浦知惠）
- 郡山知姬（配音：庄司宇芽香）
- 柳富美子（配音：井口裕香）
- エリサ.D.鳴瀨（配音：立野香菜子）
- 前田一稀（配音：加藤英美里）
- 響野澄（配音：花澤香菜）
- 大倉都子（配音：福圓美里）

都子是福圓美配音的角色中少見的病嬌角色。2013年7月，福圓美里在Fancy Frontier 22舞台活動中說：「因為我很想配病嬌，就在試音甄選的時候表達我想要配這個角色，結果因為是病嬌配最好的而錄取了。雖然變成了有點怪怪的角色，不過她在日本相當受歡迎，讓我鬆了一口氣。……想配病嬌，是因為感情不是一直線，而是轉了一個彎的感覺，我想配這種的，蠻有趣的。她擅自打開主角的房門，被說『我現在在換衣服，妳出去啦』，她就回說『你就是像這樣想擅自消失吧』，這有點觸到我的心，所以我蠻想配的。」
- 水月春奈（配音：菊地優見）
- 七河瑠依（配音：水橋香織）
- 七河正（配音：中村悠一）
- 小林學（配音：阪口大助）
- 古我良平（配音：神奈延年）

## Online
《純愛手札Online》是各世代中唯一的線上遊戲，CERO分級為B級（適合12歲以上），2006年3月23日發售，2007年7月31日結束營業。

### 主要角色
天宮小百合（配音：牧島有希）
近乎完美的女孩。擁有端莊的美貌，學業成績、運動能力都有很高的水平。
櫻井晴（配音：中尾良平）
充滿陽光氣息的學生會長。
春日司（配音：吉川友佳子）
充滿陽光氣息的女孩。擅長排球。
彌生水奈（配音：藤田咲）
溫文、弱不禁風的女孩。擅長游泳。
犬飼洸也（配音：高橋廣樹）
孤高的神秘學生。
青葉陸（配音：宮野真守）
動畫原創人物。
其他人物
- 加山優介（配音：吉野裕行）
- 鈴木一太（配音：勝杏里）
- （配音：後藤沙緒里）
- 藤川優花（配音：矢作紗友里）
- 新條櫻（配音：井口裕香）
- 吉野椿（配音：清水愛）
- 堂島凶平（配音：長嶝高士）

### 電視動畫
標題為《Only Love》。2006年10月起在東京電視台（2006年10月2日起）、大阪電視台（2006年10月6日起）、愛知電視台（2006年10月6日起）、AT-X（2006年10月26日起）播映。全25集， 于2007年3月26日播放完畢。

## 大事紀

### 一代
- 1994年5月27日，《純愛手札》PC Engine版上市。
- 1995年10月13日，《純愛手札》PlayStation版上市，全名為《純愛手札 〜forever with you〜》（ときめきメモリアル 〜forever with you〜）。
- 1996年2月9日，《純愛手札》超級任天堂版上市，全名為《純愛手札 傳說之樹下》（ときめきメモリアル 伝説の樹の下で），係以PC Engine版為基礎，刪除各女角的配音，但追加幾個小遊戲。
- 1996年4月26日，《純愛手札 Private Collection》（ときめきメモリアル プライベートコレクション）上市，僅發行PlayStation版。
- 1996年7月29日，日本十八禁書籍出版商三和出版發行《純愛手札》十八禁同人誌漫畫選集《心跳相簿》（ときめきALBUM）[16]，參加作者為北原アキ、西又葵、すどおかおる、ありのひろし、早坂奈槻與でかまらすしろっこ，因涉及侵害《純愛手札》著作權而遭科樂美抗議。1997年1月11日，三和出版刊登道歉廣告[17]。
- 1996年7月19日，《純愛手札》SEGA Saturn版上市，全名同PlayStation版。
- 1996年9月27日，《純愛手札 對戰俄羅斯》（ときめきメモリアル対戦ぱずるだま）[18] PlayStation版與SEGA Saturn版同時上市，《純愛手札 寶石箱》（ときめきメモリアルスクリーンセーバー集Vol.1 きらめき宝石箱）Windows 95版與Macintosh版同時上市。
- 1996年12月20日，《純愛手札 便當箱》（ときめきメモリアルスクリーンセーバー集Vol.2 うきうき弁当箱）Windows 95版與Macintosh版同時上市。
- 1996年12月24日，科樂美證實《純愛手札》將被改編為電影，菅原浩志導演，富士電視台製作，東映配給[19]。
- 1996年12月25日，科樂美決定製作《純愛手札 Drama Series》（ときめきメモリアルドラマシリーズ）。[20]
- 1996年12月27日，《純愛手札 對戰俄羅斯》Windows 95版上市。
- 1997年（詳細日期待考），《純愛手札 交給我你的心》（ときめきメモリアル 〜おしえてYour heart〜）大型電玩上市，此後還有加入大頭貼玩法的後續版本《純愛手札 交給我你的心 Seal Version Plus》（ときめきメモリアル 〜おしえてYour Heart〜 シールバージョン+）上市。
- 1997年3月7日，《純愛手札 畫具箱》（ときめきメモリアルスクリーンセーバー集Vol.3 らくがき絵具箱）Windows 95版與Macintosh版同時上市。
- 1997年3月27日，《純愛手札 Selection 藤崎詩織》（ときめきメモリアル Selection 藤崎詩織）PlayStation版與SEGA Saturn版同時上市，是專為藤崎詩織訂做的遊戲軟體。
- 1997年8月28日，《純愛手札 驚奇箱》（ときめきメモリアルスクリーンセーバー集Vol.4 どきどきびっくり箱）上市，僅發行Windows 95版。
- 1997年12月4日，《純愛手札》Windows 95版上市，全名同PlayStation版。
- 1998年3月26日，《純愛手札 交給我你的心》Windows 95版上市。
- 1998年7月10日，科樂美向東京地方裁判所控告非法使用《純愛手札》遊戲片尾曲部分片段與對藤崎詩織性描寫的十八禁同人動畫《尷尬幻想》（どぎまぎイマジネーション）製作者「Shane」（シェーン）及販賣者「赤紙堂」，並向Shane及赤紙堂請求損害賠償、道歉廣告與停止販賣該部動畫[21]。
- 1998年7月16日，《純愛手札 放學後》（ときめきの放課後 ねっ☆クイズしよ）上市，僅發行PlayStation版。
- 1998年7月18日台灣時間下午，科樂美授權華義國際發行《純愛手札 〜forever with you〜》Windows 95／98中文版，雙方在台北凱悅大飯店舉辦「純愛手札簽約記者會」[22][23]，SD太郎（胡龍雲）主持雙方簽約儀式[24]，當時友善的狗旗下歌手林曉培擔任第一代代言人。
- 1998年10月20日台灣時間下午，科樂美部長永田本與台灣連鎖漫畫專賣店經營者捷比漫畫圖書【後改名捷比漫畫科技（JB Comic Technology Inc.），2007年3月9日廢止[25][26]】總經理曾慶松簽約，捷比漫畫圖書成為科樂美精品世界（こなみるく）台灣代理商，科樂美精品世界進駐捷比漫畫圖書旗下「捷比漫畫便利屋」（JB Comic Fun House）各分店，SD太郎主持雙方簽約儀式。[27][28][29] 科樂美精品世界在台灣發行的第一本中文商品目錄《Konami Official Book》正式使用《純愛手札》一名，其封面廣告詞為：「詩織正式向您問候！更便利、更便宜的純愛品登台！」[30]
- 1998年11月1日，東森綜合台節目《遊戲駭客族》主持人黃瑜嫻應華義國際邀請，成為《純愛手札 〜forever with you〜》中文版代言人。[31]
- 1998年11月22日，《遊戲駭客族》與《電玩時代週刊》在NOVA資訊廣場台北店合辦「電玩英雄會」，現場提供《純愛手札 〜forever with you〜》中文版發售前展示及試玩，同時展示《純愛手札》各式週邊新商品。[32]
- 1998年11月24日，《純愛手札 〜forever with you〜》中文版上市。[33]
- 1998年12月5日，「林曉培純愛手札演唱會」落幕。[34]
- 1999年2月11日，《純愛手札》Game Boy版上市，全名為《純愛手札Pocket》（ときめきメモリアルPOCKET），分為《純愛手札Pocket 文化篇》（ときめきメモリアルPOCKET カルチャー編 ～木漏れ日のメロディ～）與《純愛手札Pocket 運動篇》（ときめきメモリアルPOCKET スポーツ編 ～校庭のフォトグラフ～）。
- 1999年6月9日，《尷尬幻想》案，東京地方裁判所作成「平成10年(ワ)第15575號」判決，科樂美勝訴。[35]
- 1999年10月（詳細日期待考），科樂美授權華義國際發行《純愛手札 交給我你的心》Windows 95／98中文版；[36] 同月（詳細日期待考），中廣流行網節目《美的世界》與華義國際合辦為期一個月的「美的世界廣播冠軍秀——電玩通大募集」，該活動代言人三片吐司的師妹果醬少女扮成《純愛手札 交給我你的心》制服美少女造型為該活動造勢。[37]
- 2000年2月23日，《純愛手札 〜forever with you〜》中文版獲得第四屆遊戲之星選拔賽國外代理組最佳養成遊戲獎。[38]
- 2002年4月25日，科樂美授權Actmind發行《純愛手札 打字遊戲》（ときめきメモリアルタイピング）Windows版與Macintosh版同時上市。
- 2006年3月9日，《純愛手札》PlayStation Portable版上市，是PlayStation版的完全移植版。
- 2006年12月，《純愛手札系列》官方後援會「Tokimeki Club」解散[39]。
- 2009年11月，科樂美旗下專門製造柏青嫂遊戲機的子公司KPE發售《純愛手札 柏青嫂》（パチスロ ときめきメモリアル），登場的女性角色僅有藤崎詩織、虹野沙希與館林見晴。

## 中文版
《純愛手札系列》僅有《純愛手札〜forever with you〜》與《純愛手札 交給我你的心》有中文版軟體，皆由科樂美授權華義國際製作，所使用的儲存媒體皆是CD-ROM。華義國際邀請當時友善的狗旗下歌手林曉培擔任第一代代言人，東森綜合台電子遊戲節目《遊戲駭客族》主持人黃瑜嫻擔任第二代代言人。《純愛手札 〜forever with you〜》Windows 95／98中文版首賣時定價新台幣900元，《純愛手札 交給我你的心》Windows 95／98中文版首賣時定價新台幣350元。《純愛手札 〜forever with you〜》Windows 95／98中文版香港代理商為安訊電腦（Amsun Computer）。
華義國際以單機遊戲軟體進入中國大陸市場時，《純愛手札 〜forever with you〜》Windows 95／98中文版在中國大陸賣出20萬套；依據華義國際董事長黃博弘於2008年9月接受《巴哈姆特電玩資訊站》專訪時的回憶：「那時想法是『玩家就算玩盜版，也要看雜誌情報』，因此採用將遊戲與遊戲雜誌捆綁銷售的方式，只要加一點人民幣就可以同時買到遊戲與雜誌；結果獲得成功，成為後來遊戲銷售的模式。」
華義國際原本預定《純愛手札 對戰俄羅斯》Windows 95／98中文版於2000年3月15日上市，但因不明原因中止，此後華義國際未再發行《純愛手札系列》中文版軟體。
《純愛手札 〜forever with you〜》Windows 95／98中文版
《純愛手札 〜forever with you〜》Windows 95／98中文版的系統需求為：
| 動作環境             | 系統需求                 |
| -------------------- | ------------------------ |
| 作業系統             | Windows 95／98中文版     |
| CPU                  | Pentium 90MHz以上        |
| 硬碟可用空間         | 16Megabyte以上           |
| 顯示器解析度         | 640×480以上；16bit以上   |
| 光碟機讀取CD-ROM速率 | 16倍速以上（建議32倍速） |
《純愛手札 〜forever with you〜》Windows 95／98中文版共有三種版本：「首發紀念版」、「黃金紀念版」與「完美典藏版」。「首發紀念版」與「黃金紀念版」皆附贈鐵製圓形光碟收納盒，盒蓋有藤崎詩織半身肖像。「完美典藏版」無附贈鐵製圓形光碟收納盒，但附贈一張大型海報，海報上的圖案是藤崎詩織與美樹原愛在公園中同坐一張長椅。「完美典藏版」說明書第34至61頁的內容是第三波資訊《新遊戲時代雜誌》（Style Game Magazine）提供的「完全攻略」；除排版外，其內容與《新遊戲時代雜誌》第64期（1998年10月10日發行）的贈品《純愛手札攻略別冊》（米慶雲撰文）完全相同。
「首發紀念版」與「黃金紀念版」都有bug，會在結局後當機，玩家必須從華義國際官方網站下載更新檔；「完美典藏版」則已去除bug。
《純愛手札 交給我你的心》Windows 95／98中文版
《純愛手札 交給我你的心》Windows 95／98中文版是單一版本，但有一個致命的bug——放入光碟機後不能正常執行，連片頭動畫都看不到；玩家必須將CD-ROM內全部檔案完整複製到同一個資料夾內，然後從華義國際官方網站下載修正完成的主程式，以修正完成的主程式覆蓋修正前的主程式（檔案名稱皆是「Yourh.exe」），就能正常執行。

## 外部連結
- 《心跳回憶系列》官方網站 （页面存档备份，存于）
- konamistyle《心跳回憶系列》商品情報
- i-revo《心跳回憶系列》官方部落格
- YouTube《心跳回憶系列》官方頻道 （页面存档备份，存于）
- 《心跳回憶系列》打字遊戲官方網站 （页面存档备份，存于）